# Bracewel·lita
La bracewel·lita és un mineral de la classe dels òxids, que pertany al grup del diàspor. Rep el nom en honor de Smith Bracewell, director del Geological Survey de la Guyana britànica i professor a la Universitat de les Índies Occidentals, qui va assenyalar per primera vegada l'aparició de la merumita.

## Característiques
La bracewel·lita és un hidròxid de fórmula química CrO(OH). Cristal·litza en el sistema ortoròmbic. La seva duresa a l'escala de Mohs es troba entre 5,5 i 6,5.
Segons la classificació de Nickel-Strunz, la bracewel·lita pertany a «04.FD: Hidròxids amb OH, sense H2O; cadenes de octaedres que comparteixen angles» juntament amb els següents minerals: spertiniïta, diàspor, goethita, groutita, guyanaïta, montroseïta, tsumgallita, manganita, yttrotungstita-(Y), yttrotungstita-(Ce), frankhawthorneïta, khinita i parakhinita.

## Formació i jaciments
Va ser descoberta al riu Merume, a Kamakusa (Districte de Mazaruni, Guyana). Posteriorment també ha estat descrita a l'explotació d'Iron Monarch, a la península d'Eyre, a l'estat d'Austràlia Meridional (Austràlia). Aquests dos indrets són els únics de tot el planeta on ha estat descrita aquesta espècie mineral.